# Književnost u 1573.
◄◄ | ◄ | 1570. | 1571. | 1572. | 1573.  | 1574. | 1575. | 1576. | ► | ►►
Arhitektura • Astronomija • Glazba • Kazalište • Kiparstvo • Knjige • Književnost • Kršćanstvo • Medicina • Politika • Pravo • Promet • Slikarstvo • Znanost
Književnost u 1573.

## Hrvatska i u Hrvata

### Smrti
- najkasnije 27. srpnja – Brne Karnarutić, hrvatski pjesnik (* 1515.?)

## Vanjske poveznice
|  | Zajednički poslužitelj ima još gradiva o temi Književnost u 1573. |